# A la deriva (película de 2024)
A la deriva (en chino: 风流一代, romanizado: Feng Liu Yi Dai) es una película dramática china de 2024 dirigida por Jia Zhangke y escrita por Wan Jianhuan y Zhangke, basada en imágenes de 22 años, algunas de ellas de películas anteriores de Jia, en una mezcla impresionista y no lineal de ficción y no ficción.
La película fue seleccionada para competir por la Palma de Oro en el Festival Internacional de Cine de Cannes de 2024, donde tuvo su estreno mundial.

## Sinopsis
En 2001, en la ciudad septentrional china de Datong, una mujer de clase trabajadora llamada Qiao Qiao mantiene una relación sentimental con su mánager Guao Bin mientras ella se esfuerza por ganarse la vida como cantante, modelo y chica de discoteca. Guao Bin abandona Datong para intentar ganarse la vida en otra provincia, enviando a Qiao Qiao un mensaje de texto en el que le dice que la traerá cuando tenga dinero. Después de un tiempo, Qiao Qiao decide ir en su busca, pasando por comunidades que están siendo desplazadas por la Presa de las Tres Gargantas, así como por la provincia de Guangdong.[4] Mientras tanto, Bin prueba suerte en varios negocios, incluyendo un turbio trato comercial con un político corrupto.[2] Cuando Qiao Qiao encuentra finalmente a Bin, rompe con él. Finalmente se reencuentran en la China de la era COVID, después de que ambos hayan envejecido notablemente.

## Reparto
- Zhao Tao como Qiao Qiao
- Li Zhubin como Bin

## Producción
La decisión de utilizar metraje anterior surgió a raíz de la pandemia de COVID-19, que dificultó el rodaje en China. Mientras Jia revisaba dos décadas de metraje, en parte rodado para experimentar con distintas técnicas y no para captar escenas concretas, se dio cuenta de que podía reutilizarlo como material para una nueva película.
Como resultado, Caught by the Tides es una recopilación de 22 años de material, incluidos muchos de los personajes y lugares anteriores de Jia. Como resultado, los actores envejecen naturalmente,incluido el personaje principal, Qiao Qiao, quien es interpretado por la esposa de Jia en la vida real, la actriz Zhao Tao. Parte de la película se desarrolla en Fengjie, el mismo escenario de la película ganadora del León de Oro de Jia, Still Life (2006), en la que también actuó Zhao Tao.

## Recepción

### Respuesta crítica
En Rotten Tomatoes, la película tiene un índice de aprobación del 97% basado en 31 reseñas, con una calificación promedio de 7.3/10. En Metacritic, la película tiene una puntuación media ponderada de 80 sobre 100 basada en 10 reseñas de críticos, lo que indica reseñas "generalmente favorables".